# Angélique Kidjo
Angélique Kidjo, née le 14 juillet 1960 à Ouidah au Dahomey, actuel Bénin, est une autrice compositrice et chanteuse franco-béninoise, vivant entre New York aux États-Unis et Paris en France. Lauréate entre autres de cinq Grammy Awards, du Polar Music Prize 2023, du Danish Music Award (remporté face à Mariah Carey en 1995), du Crystal Award 2015, du Ambassador of Conscience Award 2016, de cinq Doctorat Honoris Causa dans les plus prestigieuses universités d'Europe et d'Amérique, ainsi que des dizaines d'autres distinctions à travers le monde. Régulièrement classée parmi les personnalités les plus influentes du monde, elle est connue pour la diversité de ses influences musicales, son engagement civique et humanitaire comme ambassadrice internationale de l'UNICEF.
Selon le New York Times, « elle est probablement la vocaliste internationale la plus respectée d’Afrique.
Elle a collaboré avec Henri Salvador, Bono U2, Carlos Santana, Sting, Herbie Hancock, Kronos Quartet. Elle a également travaillé avec la nouvelle génération des pop stars africaines.
Considérée comme l'une des plus grandes voix de la musique africaine contemporaine, sa carrière est marquée par un mélange unique de styles musicaux, allant de la musique traditionnelle africaine à la pop, en passant par le jazz, le funk et le rock. Kidjo utilise sa musique pour aborder des thèmes tels que les droits humains, l'égalité des sexes et la justice sociale.
Angélique Kidjo commence sa carrière à l'âge de six ans à travers la troupe de théâtre de sa mère et les danses traditionnelles du groupe Les Sphinx. Elle enregistre ensuite l'album Pretty qui contient les chansons Ninive et Gbe Agossi en hommage à Bella Bellow, une chanteuse togolaise qui fut l'une de ses sources d'inspiration. Cet album lui donne l'opportunité d'entamer une  tournée en Afrique de l'Ouest.
Les troubles politiques continuels au Bénin l'obligent à déménager en 1983 à Paris en France puis en 1998 aux États-Unis où sa carrière musicale est couronnée en 2007 par son premier Grammy Awards.
Militante engagée, notamment pour les droits des enfants et l'éducation, elle est ambassadrice de bonne volonté de l'UNICEF depuis 2002. Elle a créé en 2006 à Washington (États-Unis) la Fondation Batonga afin d'aider des jeunes filles en difficulté en leur offrant des bourses scolaires pour assurer leur éducation. Angélique Kidjo a plus d'une vingtaine d'albums à son actif dont Logozo, le premier enregistré entre Miami et Paris dans les années 1991, qui lui a permis de participer à plusieurs festivals internationaux dont un concert à l'Olympia, à Paris, le 31 octobre 1992. Un deuxième dénommé Djin Djin sorti le 1er mai 2007 lui permet de gagner le Grammy pour « Best Contemporary World Music » et Mother Nature, sorti le 18 juin 2021 chez Decca, est récompensé par un Grammy Award le 3 avril 2022.
En dehors de sa carrière musicale, Angélique Kidjo fait ses premiers pas dans le cinéma en 2016, en tenant le rôle principal dans le film nigérian The CEO (Le PDG). Elle apparaît également sur Netflix dans la série Christmas Flow.

## Biographie

### Naissance et contexte familial
Angélique Kpasseloko Hinto Hounsinou Kandjo Manta Zogbin Kidjo est née à Ouidah, une petite ville du sud ouest du Dahomey (actuel Bénin), le 14 juillet 1960,. Son père est un Fon de Ouidah, receveur des Postes, et sa mère Yvonne Djiko est Yoruba, directrice d'une troupe de théâtre et femme d'affaires. Angélique Kidjo est septième de leurs dix enfants.

### Début de carrière artistique
À l'âge de six ans, Angélique Kidjo intègre la troupe de théâtre de sa mère, ce qui fait naître en elle le goût pour les musiques et les danses traditionnelles. Elle commence à chanter au sein du groupe Les Sphinx et, adolescente, rencontre le succès grâce à son adaptation pour la radio nationale de la chanson de Miriam Makeba Les Trois Z. Elle enregistre ensuite l'album Pretty avec l'aide de son frère et du producteur camerounais Ekambi Brilliant. Cet album contient les chansons Ninive, Gbe Agossi et un hommage à Bella Bellow, une chanteuse togolaise qui fut l'une de ses sources d'inspiration. Cet album lui donne l'opportunité d'entamer une tournée en Afrique de l'Ouest. Les troubles politiques continuels au Bénin l'empêchent de poursuivre sa carrière de façon indépendante dans son propre pays.

### Années de déménagement et formation
France à partir de 1983
En 1983, elle s'installe à Paris en France, où naît sa fille en 1993. Tout en travaillant pour payer ses frais de scolarité, Angélique Kidjo suit des cours de chant au Centre d'informations musicales (CIM), une école de jazz parisienne. Elle y rencontre le musicien et compositeur Jean Hebrail, qui écrit avec elle la majeure partie de sa musique. Elle est initiée à un nouveau rapport avec le français par l'écoute de Jacques Higelin, Serge Gainsbourg et Claude Nougaro.
États-Unis à partir de 1998 et premier Grammy Awards
En 1998, elle s'installe aux États-Unis, où sa carrière connaît un succès couronné en 2007 par un Grammy Awards. Son mariage avec Jean Hébrail, un Européen blanc est toutefois mal accepté par la communauté afro-américaine.

## Concerts et tournées musicales
D'abord choriste de groupes africains de Paris, elle devient en 1985 la chanteuse du groupe de jazz africain Pili Pili formé par le pianiste néerlandais Jasper van 't Hof. Elle collabore à trois albums de Pili Pili : Jakko (1987), Be In Two Minds (1988)  produit par Marlon Klein et Hôtel Babo (1990). Elle enregistre un album solo, Parakou, pour le label de Jazz Open.
Angélique Kidjo est alors découverte à Paris par Chris Blackwell, le fondateur jamaïcain d'Island Records, la maison de disques de Bob Marley et U2. Il la signe en 1991 sur son label Mango. Elle enregistre quatre albums chez Island, jusqu'au départ de Chris Blackwell. En 2000, elle signe un contrat à New York avec le label Columbia Records, pour lequel elle enregistre deux albums.
En 1996, elle chante au Concert du Prix Nobel de la paix, qui rend hommage à Carlos Filipe Ximenes Belo et à José Ramos-Horta pour leur action au Timor oriental. En 2002, elle récidive et rend hommage au président américain Jimmy Carter. La même année, elle assure la première partie de Santana, notamment lors du concert à Bercy. En février 2003, Angélique Kidjo interprète Voodoo Child (Slight Return) de Jimi Hendrix au Radio City Music Hall de New York aux côtés de la légende du Chicago Blues Buddy Guy et du guitariste Vernon Reid (de Living Colour) pour le film, produit par Martin Scorsese, Lightning In A Bottle: One Night In The History Of The Blues, un documentaire sur l'histoire du blues avec de nombreux artistes de rock, de rap et de blues.
En novembre 2003, Angélique Kidjo chante au Cap, en Afrique du Sud, avec Peter Gabriel et Youssou N'Dour au grand concert pour la fondation de Nelson Mandela, 46664. En mai 2004 elle participe au concert « We Are The Future » produit par Quincy Jones à Rome devant 400 000 personnes. Le spectacle a lieu au cirque Maxime avec la participation d'Oprah Winfrey, Alicia Keys, Andrea Bocelli, Herbie Hancock, Angelina Jolie et d'autres stars internationales. En mars 2005, elle chante au concert Africa Live de Dakar devant 50 000 personnes. Le concert est organisé par Youssou N'Dour en faveur de la lutte contre le paludisme et de nombreuses autres stars africaines  y participent. En juin 2005, elle participe au Live 8 concert, Eden Project présenté par Angelina Jolie et Peter Gabriel en Cornouailles au Royaume-Uni. En 2007, elle fait une reprise de la chanson Happy Xmas (War Is Over) de John Lennon avec sa fille pour la compilation Instant Karma: The Amnesty International Campaign to Save Darfur.
Elle part en tournée en Amérique du Nord en 2007, avec Josh Groban. Le 7 juillet 2007, Kidjo a chanté au South African Leg[Où ?] pour Live Earth,. Annie Lennox s'est jointe à Angélique Kidjo et à vingt-deux autres chanteuses pour interpréter la chanson SING[Laquelle ?]pour la lutte contre la transmission du VIH de la mère au nouveau-né en Afrique.

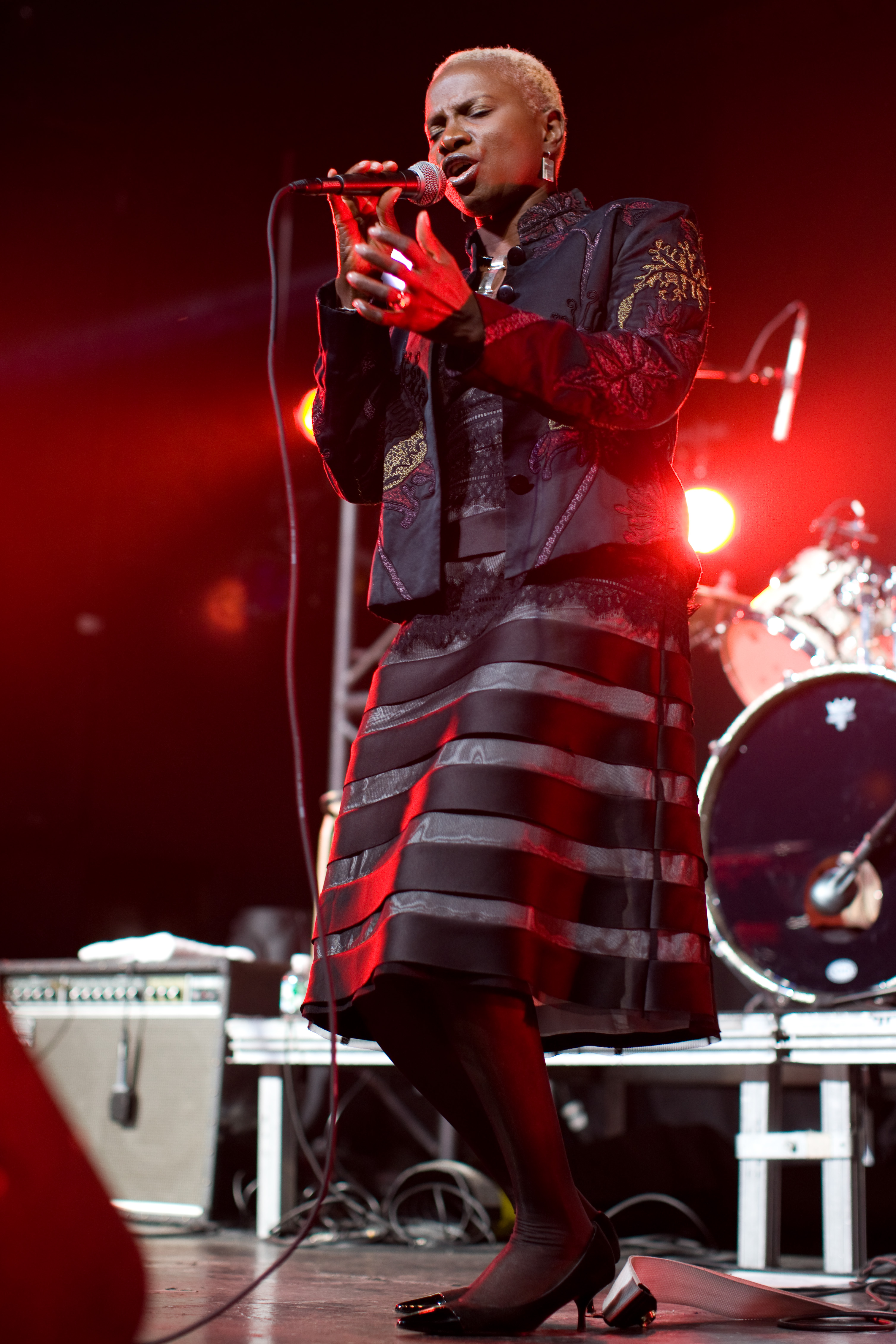
Angélique Kidjo en 2008

Angélique Kidjo a chanté au 75e anniversaire de Quincy Jones lors du Festival de Jazz de Montreux en juillet 2008,. Elle fait son premier concert au Carnegie Hall de New York le 1er novembre 2008 et a joué au Royal Albert Hall de Londres pour la première fois le 26 novembre 2008 aux côtés de Hugh Masekela pour les African Stars, concert au profit de l'association Voluntary Service Overseas.
Elle participe le 20 janvier 2009 à l'African Diaspora Inaugural Ball, un des bals organisés à Washington pour de l'investiture présidentielle de Barack Obama, dont elle a soutenu la candidature aux présidentielles américaines.
Elle prend part le 10 juin 2010 au concert de lancement de la Coupe du monde de football en Afrique du Sud aux côtés de Shakira, Alicia Keys, John Legend et Black Eyed Peas.

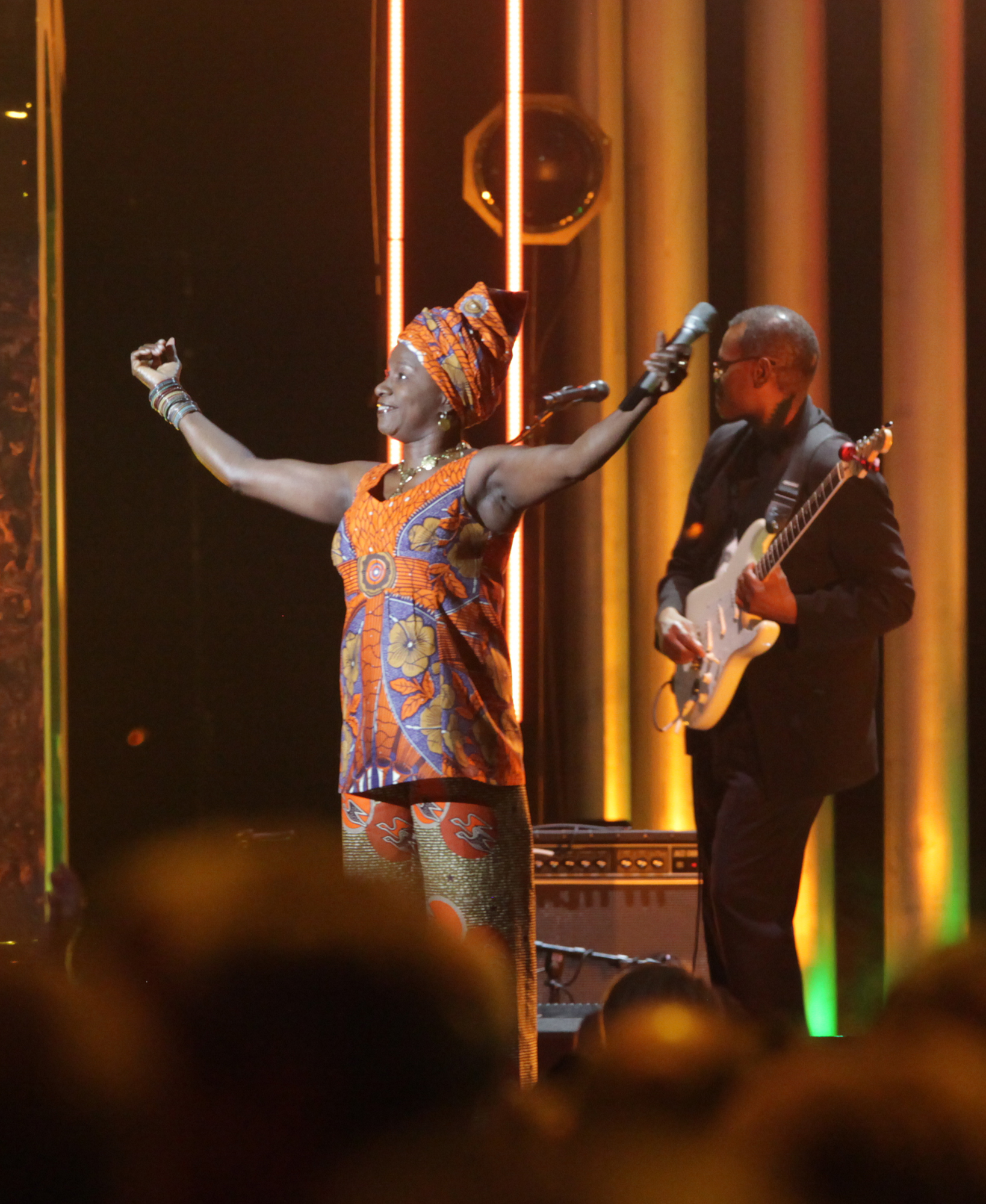
Nobel Peace Prize Concert 2011 Angélique Kidjo (photo de Harry Wad).

Depuis le 14 octobre 2016, elle est l'un des membres du jury de l'émission L'Afrique a un incroyable talent.
Invitée à la cérémonie à Paris le dimanche 11 novembre 2018, lors de la commémoration de l'armistice de la Première Guerre mondiale, Angélique Kidjo interprète la chanson Blewu en hommage à son auteure, Bella Bellow, artiste togolaise décédée en 1973 mais aussi aussi honorer la mémoire de toutes ces personnes qui ont perdu la vie lors de ce premier conflit mondial,,.

## Engagements civiques

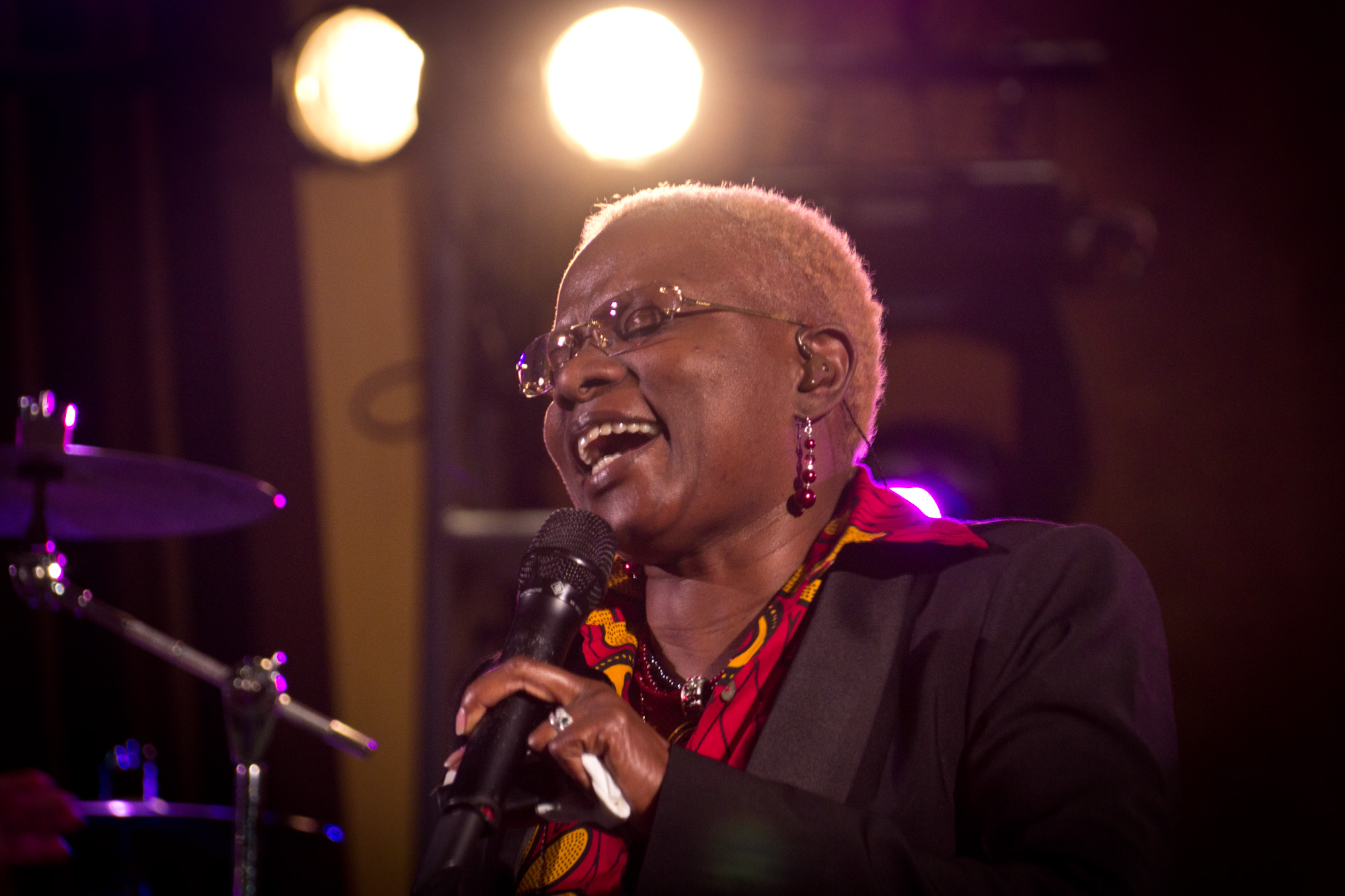
Angélique Kidjo à l'ONU en 2012.

Angélique Kidjo est une ambassadrice de bonne volonté de l'UNICEF depuis 2002. Dans ce cadre, elle visite de nombreux pays en Afrique. On trouve les comptes-rendus de ses voyages sur le site de l'UNICEF.
Kidjo a également créé  la Fondation Batonga qui aide des jeunes filles en difficulté en leur offrant des bourses d'études pour assurer leur scolarité,.
Elle a fait campagne au côté d'Oxfam lors de la conférence de l'OMC à Hong Kong en 2005 pour la promotion du commerce équitable et a voyagé avec Oxfam au Nord du Kenya ainsi qu'aux frontières du Darfour et du Tchad avec Mary Robinson en 2007. Angélique Kidjo et sa fille participent au tournage de la vidéo In My Name avec Will I Am des Black Eyed Peas.
Elle a remis le prix de la Fondation Mo-Ibrahim pour un leadership d'excellence en Afrique à Alexandrie, en Égypte, le 26 novembre 2007 et le 15 novembre 2008.
Le 28 septembre 2009, l'UNICEF et la marque Pampers ont lancé une campagne pour éliminer le tétanos pour laquelle Angélique Kidjo compose la chanson You Can Count On Me.
Angélique Kidjo a enregistré une vidéo sur sa chanson Agolo et avec les images de Yann Arthus-Bertrand pour la campagne sur l'environnement des Nations unies « Scellons l'Accord ! ».
Elle participe le 5 novembre 2015 au Carnegie Hall de New York, à un concert de bienfaisance de la Fondation David-Lynch intitulé « le changement commence de l'intérieur » qui propose la méditation transcendantale pour lutter contre le stress. Elle partage la scène avec Sting, Katy Perry et Jerry Seinfeld.

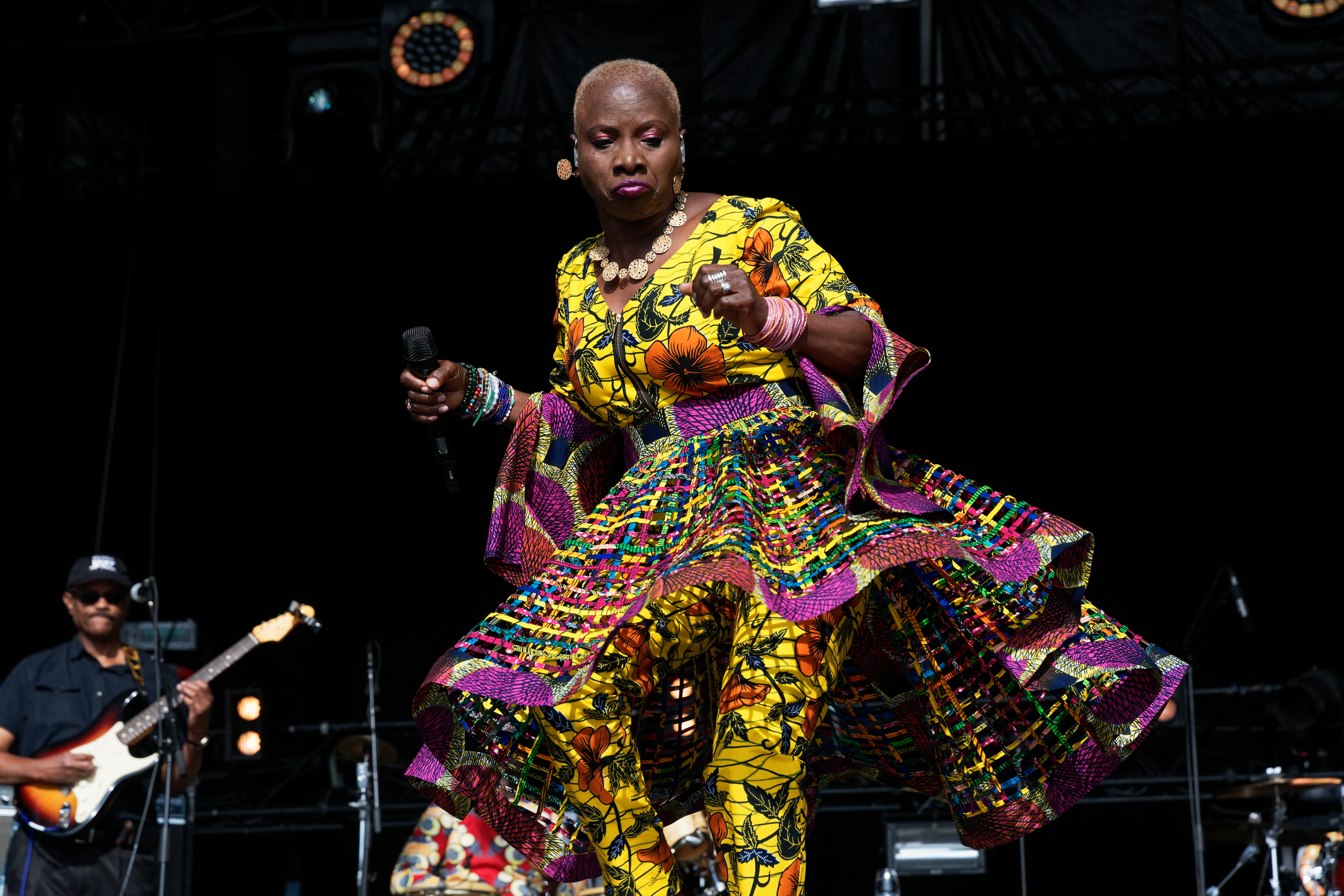
Angélique Kidjo en concert lors du festival du Bout du Monde 2019.

Elle interprète La Marseillaise le 14 juillet 2020, lors du concert du Champ-de-Mars à Paris qui a lieu sans public pour cause de Covid 19. Elle chante lors de la cérémonie d'ouverture des Jeux olympiques de Tokyo 2020, le 23 juillet 2021.

## Albums de sa carrière internationale

### Styles et influences musicales

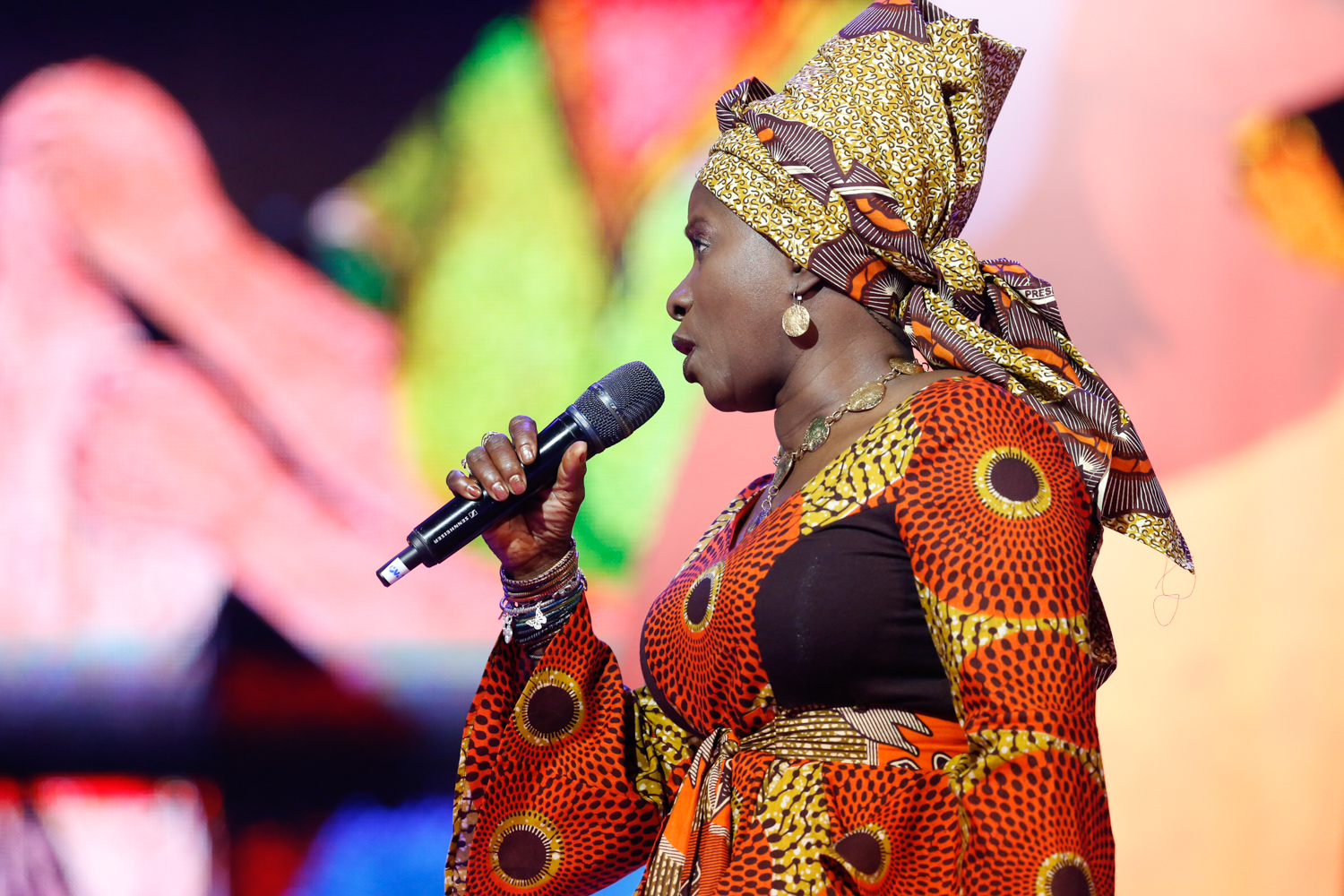
Angélique Kidjo en 2014.

Angélique Kidjo chante dans plusieurs langues locales et étrangères, telles que le fon, le mina, le yoruba, le français ou l'anglais. Son style musical va du jazz à la pop, en passant par le rock, la musique jùjú, le highlife, ainsi que des rythmes traditionnels du Bénin, comme l'akinta 
, l'akohoun, le toba, l'agbotchébou, le kpanouhoun , le gogbahoun et le zinli,.

### Logozo
Logozo est le premier album d'Angélique Kidjo pour Island Records, enregistré entre Miami et Paris. Il a été produit par le batteur de Miami Sound Machine, Joe Galdo avec Branford Marsalis et Manu Dibango aux saxophones. L'album sort dans le monde entier en 1991 et devient numéro un sur le classement des meilleures ventes World Music du Billboard. Sortent ensuite des vidéos pour les simples We We et Batonga. Angélique Kidjo commence sa première tournée mondiale et joue dans un grand nombre de festivals internationaux. Elle finit sa tournée par un concert à l'Olympia, à Paris, le 31 octobre 1992.

### Aye
Sorti en 1994, l'album Aye a été produit par David Z à Paisley Park, le studio de Prince à Minneapolis et par Will Mowat au studio Soul To Soul de Londres. On y trouve le simple Agolo, dont la vidéo réalisée par Michel Meyer est nommée aux Grammy Awards en 1995.

### Fifa
Angélique Kidjo et Jean Hebrail parcourent le Bénin en 1995 pour enregistrer les rythmes traditionnels qui serviront de base à l'album Fifa (qui signifie « Paix » en fon, langue du Bénin) sorti en 1996. Carlos Santana joue sur la chanson Naïma qu'Angélique Kidjo a dédiée à sa fille (née en 1993). Le simple Wombo Lombo et sa vidéo réalisée par Michel Meyer sont largement diffusés sur les radios et les chaines de télévision africaines.
En 1998, Angélique Kidjo commence une trilogie d'albums, Oremi, Black Ivory Soul et Oyaya, qui revisite les racines africaines de la musique américaine et les routes de l'esclavage.

### Oremi
Produit par Peter Mokran, enregistré à New York, Oremi mélange les influences africaines et noire-américaines. Cassandra Wilson, Branford Marsalis, Kelly Price et Kenny Kirkland ont collaboré avec Angélique Kidjo sur ce projet. La première chanson de l'album est une reprise de Voodoo Chile de Jimi Hendrix. La chanson Yaki Yaki extraite de l'album est utilisée pour la bande originale du film Bimboland.

### Black ivory Soul
En 2002, Angélique Kidjo s'installe à Salvador de Bahia dans le Nordeste du Brésil pour enregistrer les rythmes de cet album inspiré par la culture afro-brésilienne. Elle travaille avec les compositeurs renommés comme Carlinhos Brown et Vinicius Cantuaria. Sur la version brésilienne de l'album, Gilberto Gil chante en duo sur Refavela et Daniela Mercury sur Tumba. Dave Matthews chante sur la chanson Iwoya,.

### Oyaya!
Produit par Steve Berlin de Los Lobos et par le pianiste d'origine cubaine Alberto Salas, Oyaya! sort en 2004. Oyaya! doit beaucoup aux musiques d'Amérique latine et des Caraïbes qui se mélangent aux guitares africaines. Le chanteur Henri Salvador, qui avait 86 ans à l'époque de l'enregistrement, se joint à Angélique Kidjo sur la chanson Le Monde comme un bébé,.

### Djin Djin
Avec l'album Djin Djin sorti le 1er mai 2007, Angélique Kidjo effectue un retour aux sources de ses racines béninoises. Un grand nombre d'artistes internationaux collaborent à ce projet : Josh Groban, Carlos Santana, Alicia Keys, Joss Stone, Peter Gabriel, Amadou & Mariam, Ziggy Marley et Branford Marsalis,. Le titre,  Djin Djin, évoque un son de cloche qui célèbre l'arrivée d'un nouveau jour pour le continent africain. L'album est produit par Tony Visconti, connu pour son travail aux côtés des Rita Mitsouko, David Bowie, Morrissey, et T. Rex, entre autres,,. Djin Djin a gagné Grammy pour « Best Contemporary World Music » album (meilleur album de musique du monde contemporain) et un « NAACP Image Award » récompensant les œuvres des Noirs américains,.

### Õÿö
Õÿö sort en Europe le 19 janvier 2010. L'album rend hommage à la musique qui a bercé l'enfance d'Angélique Kidjo au Bénin. C'est un mélange de musique traditionnelle, de reprises de Miriam Makeba, de chansons soul des années 1960 et 70 et aussi d'une chanson de Bollywood. Dianne Reeves chante sur le titre d'Aretha Franklin Baby I Love You, Bono (U2) et  John Legend sur la reprise de Curtis Mayfield Move On Up et le trompettiste Roy Hargrove sur Samba Pati, une composition de Carlos Santana. Produit par Angélique Kidjo et Jean Hebrail, l'album a été arrangé avec la participation du guitariste béninois Lionel Loueke,,.

### Spirit Rising
Spirit Rising sort en Europe au printemps 2012. C'est un album live enregistré à Boston en 2011. Angélique Kidjo y invite Branford Marsalis, Ezra Koenig, Dianne Reeves et Josh Groban. Elle reprend ses versions du Boléro de Ravel, de Summertime et une version originale de Redemption Song.

### EVE
Au début de l'année 2014, l'album EVE sort sur le label Savoy. C'est un album dédié aux femmes d'Afrique,, à leur beauté et leur résilience. Angélique Kidjo a enregistré des chorales traditionnelles au Kenya et dans différents villages du Bénin. Elle chante un duo avec la chanteuse nigériane Aṣa et collabore avec le Kronos Quartet, Dr. John, l'orchestre philharmonique du Luxembourg arrangé par Gast Waltzing. Rostam Batmanglij de Vampire Weekend. L'album EVE a reçu le Grammy du Meilleur Album de World Music en 2015.

### SINGS avec  l'Orchestre Philharmonique du Luxembourg
En avril 2015, l'album Sings (avec l'Orchestre philharmonique du Luxembourg) sort sur le label Savoy. C'est un album symphonique qui reprend les grands succès d'Angélique Kidjo avec de nouveaux arrangements pour orchestre classique. L'album SINGS a reçu le Grammy du Meilleur Album de World Music en 2016.

### Remain In Light
Angélique Kidjo s'est associée avec le producteur Jeff Bhasker pour créer Remain In Light, un projet dans lequel Angélique Kidjo ramène l'album homonyme des Talking Heads à ses origines africaines. L'album, sorti le 8 juin 2018, est une réinvention morceau par morceau de ce que l'on considère comme l'un des disques les plus importants des années 1980 et qui avait été lui-même influencé à l'origine par la musique de l'Afrique de l'Ouest et notamment par l'Afrobeat de Fela Kuti.
Remain In Light contient des collaborations avec Ezra Koenig de Vampire Weekend, Blood Orange, Tony Allen, et les cuivres d'Antibalas. Le peintre Kerry James Marshall a réalisé la pochette de l'album avec une photo en lumière noire,.

### Celia
Au printemps 2019, Angelique Kidjo sort Celia, un hommage à la chanteuse cubaine Celia Cruz, produit par David Donatien avec Tony Allen et le Gangbé Brass Band. Cet album lui vaut son quatrième Grammy Award. Le remix de la chanson La vida es un carnaval figure dans la liste des chansons préférées de Barack Obama pour l'année 2019.

### Mother Nature
Le 18 juin 2021 sort chez Decca l'album Mother Nature, écrit en collaboration avec les jeunes artistes de l'afrobeat Yemi Alade, Mr Eazi, Burna Boy, Sampa the Great, Zeynab et aussi Matthieu Chedid, Lionel Loueke, Shundgudzo et Dany Synthé. L'album est récompensé par un Grammy Award le 3 avril 2022.

### Queen of Sheba
L'album Queen of Sheba, en collaboration avec le trompettiste Ibrahim Maalouf, sort en juin 2022.

## Discographie

### Albums
- 1980 : Pretty (sorti en Afrique uniquement)[83].
- 1985 : Ewa Ka Djo (let's dance) (sorti en Afrique uniquement)[84],[85].
- 1990 : Parakou[86].
- 1991 : Logozo[87].
- 1994 : Ayé[88].
- 1996 : Fifa[89]
- 1998 : Oremi[90]
- 2001 : Keep On Moving: The Best Of Angelique Kidjo[91].
- 2002 : Black Ivory Soul[92].
- 2004 : Oyaya![93].
- 2007 : Djin Djin[66].
- 2010 : Õÿö[94].
- 2012 : Spirit Rising (live)[95].
- 2014 : Eve[96],[97].
- 2015 : Sings, avec l'orchestre philharmonique du Luxembourg[98].
- 2018 : Remain in Light[99].
- 2019 : Celia[100].
- 2021 : Mother Nature[101].
- 2022 : Queen of Sheba, avec Ibrahim Maalouf[102].

### Bandes originales
Angélique Kidjo a aussi enregistré des chansons pour des films, des séries télévisées et des documentaires, dont :
- 1993 : Journal intime (Caro Diario), de Nanni Moretti[103].
- 1993 : Ma saison préférée, d'André Téchiné[104].
- 1994 : Ace Ventura, détective pour chiens et chats (Ace Ventura : Pet Detective), de Tom Shadyac[105].
- 1994 : Street Fighter, de Steven E. de Souza[106].
- 1998 : La Tribu de Krippendorf (Krippendorf's Tribe), de Todd Holland[107].
- 1998 : Le Roi Lion 2 : l'Honneur de la Tribu (The Lion King II: Simba's Pride en VO), de Darrell Rooney et Rob LaDuca : elle a interprété la chanson We are One qui sera la chanson officielle du film[107].
- 2001 : La Vérité sur Charlie (The Truth About Charlie), de Jonathan Demme[107].
- 2002 : La Famille Delajungle, le film (The Wild Thornberrys Movie), de Cathy Malkasian et Jeff McGrath ;[réf. nécessaire]
- 2004 : Les Temps qui changent, d'André Téchiné[107]
- 2005 : Sahara, de Breck Eisner[107].
- 2005 : Six Feet Under (Dancing for me)[107].
- 2006 : Blood Diamond, d'Edward Zwick[107].
- 2007 : FBI : Portés disparus (Lost Boy)[107].
- 2008 : Pray the Devil Back to Hell, de Gini Reticker (prix du meilleur documentaire au Festival du film de TriBeCa 2008)[108].
- 2009 : Le code a changé de Danièle Thompson : Angélique Kidjo apparaît à l'écran en train de chanter la chanson We we[107].

### Collaborations
Angélique Kidjo a collaboré avec :
- Trilok Gurtu, sur deux albums (African Fantasy et 'The Beat Of Love) du célèbre batteur Indien[109].
- Carmen Consoli : Angélique Kidjo chante la chanson Madre Terra avec la star italienne sur l'album Eva Contro Eva sorti en 2006[110],[111].
- Tina Turner, sur une chanson produite par Jean Hebrail : Easy As Life sur l'album de Elton John et Tim Rice Aida[112].
- Dan Zanes, sur une chanson intitulée Jamaica Farewell, présente sur son album House Party[113],[114].
- Philippe Saisse, sur le titre La Vie sur l'album Till Dawn[115].
- Debbie Davis, sur la version française de Hakuna Matata du Roi Lion[116].
- Toumani Diabate : elle chante avec lui sur l'album Maestro du bluesman Taj Mahal's[117].
- Herbie Hancock : elle chante sur la chanson Safiatou de l'album Possibilities au côté de Carlos Santana[118].
- Cassandra Wilson : elle chante sur la chanson Voodoo (Reprise) de l'album Travelling Miles[119]
- Le rappeur français MHD sur le titre Wanyinyin en 2016[120].
- Zachary Richard sur l'album Gombo, elle chante sur la chanson Fais Briller ta Lumière en 2017[121].
- Johnny Clegg : elle chante sur la chanson Colour of my Skin de l'album King of Time sorti en 2017[122].
- Philippe Cohen Solal sur le single Afro Bolero sorti en juin 2020[123].
- Yemi Alade sur le titre Shekere chanson tirée de l'album Woman of Steel publié sur YouTube le 5 février 2020[124],[125].
- Benjamin Epps sur le titre Dans nos murs, chanson tirée de l'album La Grande désillusion, sorti le 7 avril 2023[126].

### Reprises et remixes
- La musique d'Angélique Kidjo a été remixée par des producteurs comme Norman Cook (We We) et Tricky (Agolo)[127].
- Junior Vasquez a remixé les chansons Shango puis Wombo Lombo en 1996[128].
- En 2002 Carlos Santana a fait une reprise de la composition Adouma sur son album Shaman[129].
- La même année, King Britt remixe Tumba[130].
- Salala de l'album Djin Djin a été remixé en 2007 par Junior Vasquez et Radioactive Sandwich[131].
- Agolo a été remixé par Mark Kinchen[132].
- Conga Habanera par Jez Colin[133].

## Filmographie
En dehors de sa carrière musicale, Angélique Kidjo a fait ses premiers pas au cinéma en 2016 avec le film The CEO (Le PDG) du réalisateur nigérian Kunle Afolayan,. Actrice principale du film, Angélique Kidjo incarne Madame Zimmermann, une dame de fer au caractère exceptionnel. Le film a été projeté en France lors de la 4e édition du festival Nollywood Week Film dont elle est la marraine. Elle est également apparue dans la série Christmas Flow.
Longs métrages
- 2003 : Influences de Daniel Algrant : madame Thuli Kani
- 2013 : Mother of George de Andrew Donsunmu : Ma Nike
- 2016 : The CEO de Kunle Afolayan : Dr Zara Zimmermann[107].
- 2022 : Entre les vagues de Anaïs Volpé : Amina
- 2022 : The Woman King de Gina Prince-Bythewood : la Meunon[107].

Séries
- 2018 : Neo Yokio de Ezra Koenig : tante Angélique (voix)
- 2021 : Christmas Flow de Henri Debeurme, Marianne Levy et Victor Rodenbach : Gloria, la mère de Marcus

Documentaires
- 2004 : Lightning in a Bottle de Antoine Fuqua : invité
- 2006 : Africa Live: The Roll Back Malaria Concert de Mick Csáky et Martin Meissonnier : invité
- 2009 : Still Bill de Damani Baker et Alex Vlack : invité

## Distinctions
La BBC l'a incluse dans sa liste des cinquante icônes du continent africain. Time Magazine l'a appelée la « première diva africaine » et elle fait partie de la liste établie par The Guardian des cent femmes les plus influentes au monde. Le magazine Forbes la fait figurer comme la première femme dans la liste des quarante célébrités les plus importantes d'Afrique. Le Daily Telegraph la décrit en 2012, lors des Jeux olympiques de Londres, comme la « reine incontestée de la musique africaine ». Paris Match la place en tête de sa liste des dix femmes les plus influentes d'Afrique et l'inclut dans sa liste des 10 artistes africains les plus engagés. Le 15 septembre 2021, Time Magazine a inclus Angélique Kidjo dans sa liste annuelle des 100 personnes les plus influentes au monde. Le 3 juillet 2025, la Chambre de commerce d'Hollywood dévoile la liste des 36 personnalités, dont Angélique Kidjo, qui vont être honorées par une étoile sur le Walk of Fame en 2026,. Elle devient ainsi la première chanteuse africaine à recevoir son étoile sur le célèbre trottoir hollywoodien.

### Grammy Awards
| Année | Travail nommé                   | Catégorie                                        | Résultat |
| ----- | ------------------------------- | ------------------------------------------------ | -------- |
| 1995  | Agolo (Video) – Angélique Kidjo | Meilleur clip vidéo, format court                | Nommée   |
| 2007  | Djin Djin – Angélique Kidjo     | Meilleur album de musique du monde contemporaine | Obtenue  |
| 2015  | Eve – Angélique Kidjo           | Meilleur album de musique du monde               | Obtenue  |
| 2016, | Sings – Angélique Kidjo         | Meilleur album de musique du monde               | Obtenue  |
| 2020  | Celia – Angélique Kidjo         | Meilleur album de musique du monde               | Obtenue  |
| 2022  | Mother Nature                   | Meilleur album de musique du monde               | Obtenue  |

### Décorations
- Officière de la Légion d'honneur (2020)[154].
- Commandeure de l'ordre des Arts et des Lettres (France, 2019[155] ; officière en 2010[156]).
- Officière de l'ordre de Mérite du grand-duché de Luxembourg par le grand-duc du Luxembourg (23 juin 2016)[157].
- Commandeure de l'ordre national du Bénin (1er août 2008)[158].

### Titres honorifiques
- Docteur honoris causa  en Beaux arts (États-Unis, 2023)[159].
- Docteur honoris causa de l'université catholique de Louvain[160].

### Autres récompenses
- 1991: Prix RFI musique[161].
- 1992: Prix Octaves RFI[162].
- 1997: Prix Kora Music : Meilleure artiste féminine africaine[162].
- 2002: Mobo Awards : Best World Music Act[163].
- 2006: Prix Africa-Festival[164].
- 2006: SAFDA African pride Award[165].
- 2007: Prix Antonio Carlos Jobim[166].
- 2008: NAACP Image Award for Outstanding World Music Album[167].
- 2009: Afropop Hall of Fame aux États-Unis[168].
- 2010: Grand prix des musiques du monde de la SACEM en France[169].
- 2011: BET Awards nomination for Best International Act: Africa aux États-Unis[170] et prix Champions of the Earth Award des Nations Unies[171].
- 2012: Miroir Awards for World Music of the Festival d'été de Québec au Canada[172].
- 2012: Trophée Des Arts, French Institute Alliance Française (FIAF) à New York[173].
- 2012: Co-lauréate avec Oprah Winfrey de Keep A Child Alive's Award for Outstanding Humanitarian Work à New York[174].
- 2012: Lifetime Achievement Award from the African Diaspora Awards[175].
- 2013: Songlines Music Awards in the Best Artist category au Royaume-Uni[176].
- 2014: All African Music Awards (AFRIMA), le 30 décembre 2014[177],[178].
- 2015 Crystal Award du World Economic Forum, Davos, Suisse[179].
- 2016 : prix Ambassadrice de la conscience, décerné par Amnesty International pour avoir milité « en faveur de la liberté d'expression et de l'éducation des jeunes filles africaines. [Et lutté] contre les mutilations génitales féminines » — le prix a également été remis à trois groupes de jeunes militants africains : Y'en a marre (Sénégal), le Balai citoyen (Burkina Faso) et Lutte pour le changement (LUCHA, République démocratique du Congo)[180].
- 2017: lauréate du Prix du meilleur second rôle de l'Africa Movie Academy Awards le 15 juillet 2017 pour son rôle dans le film du Nigérian Kunle Afolayan[181].
- 2017: Grand prix des musiques du monde de l'Académie Charles-Cros, le 16 novembre 2017, pour l'ensemble de sa carrière à l'occasion de la sortie de ses mémoires "La Voix est le miroir de l'âme" chez Fayard[182].
- 2018: Prix de l'artiste citoyen de l'ADAMI pour son action humanitaire, 14 juin 2018[183].
- 2018: Premier World Pioneer Award pendant la cérémonie des Songlines Magazine Music Awards, le  21 octobre 2018 à Londres. Elle a chanté un duo avec Fatoumata Diawara and Mokoomba en clôture de la soirée[184].
- 2023: prix Polar Music[185] et en février 2023, elle gagne le prix prix Vilcek décerné par l'Ambassade des États-Unis[186].

### Ouvrages
- Jean Abitbol, La belle histoire de la voix, De Boeck supérieur, 2019 (ISBN 978-2-35327-442-0).
- Mathias Mondo, Ekambi Brillant, BoD-Books on demand, 2020 (ISBN 978-2-8106-0117-2).
- Kim Chakanetsa, Africana: An Encyclopedia of an Amazing Continent, Quarto Publishing Group UK, 2022 (ISBN 978-0-7112-6978-1 et 978-0-7112-6981-1).
- (en) Julia Stewart, Les femmes africaines à citer selon Stewart, Penguin Random House Afrique du Sud, 2 octobre 2012, 247 p. (ISBN 9780143027119).
- Justine Brabant et Annick Kamgang, Lucha: chronique d'une révolution sans armes au Congo, la Boîte à bulles, coll. « Contre-cœur », 2021 (ISBN 978-2-84953-398-7).